# Клан Літтл

Гребінь клану Літтл.

Герб вождів клану Літтл.

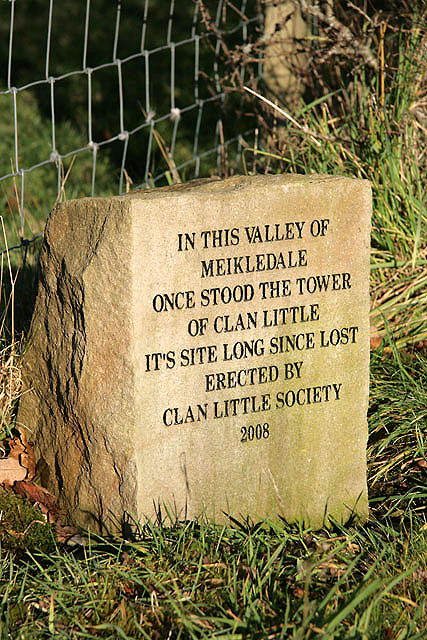
Пам'ятний камінь на землях клану Літтл в Майклдейлі.

Клан Літтл (шотл. - Clan Little) - один з кланів рівнинної частини Шотландії. Володів землями в Шотландському Прикордонні. На сьогодні клан Літтл не має визнаного герольдами Шотландії та судом Лева вождя, тому називається в Шотландії «кланом зброєносців». Клан мав виконуючого обов’язки вождя клану, але після його смерті у 2007 році спадкоємець цієї посади не знайшовся і посада вождя клану досі лишається вакантною. 
Гасла клану: Concedo nulli - Я визнаю це (лат.), Fidei coticula crux - Хрест є пробним каменем віри (лат.), Magnum in Parvo - Великі в малому (лат.)
Історична резиденція вождя клану: Мейклдейл
Останній вождь клану: Девід Літтл Майклдейл

## Історія клану Літтл

### Походження клану Літтл
Згідно праць історика Блека у давні часи клан називався Парвус - назва означала «маленький» чи «мало». Враховуючи те, що назва клану носить описовий характер, не ясно, звідки ця назва клану виникла і як закріпилась в Шотландії. 
У ХІІ столітті Девід І - король Шотландії призначив Волтера Фіц-Алана - лицаря англо-нормандського походження, що володів землями в Шропширі, Високим Стюардом Шотландії. Як Стюард Шотландії, Волтер контролював землі Кайрнтейбл, Ейршир Алана Літтла на кордоні з Англією у так званому Шотландському Прикордонні. Близько 1300 року люди з клану Літтл оселилися в Дамфрісширі. У документах того часу писалось, що Ніколас Літтл охоронець землі Каменю Лохмабен на заході шотландського кордону. 
У 1426 році Саймон Літіл (шотл. - Simon Lytil) отримав грамоту на володіння землями Мейклдейл, Сорбі, Кірктаун, Ескдейл, Дамфрісшир від Роберта Стюарта - І герцога Олбані. Грамота була підтверджена у тому ж році королем Шотландії Джеймсом І, що повернувся з англійського полону. Саймон Літтл - лерд Мейкдейл вважається першим відомим вождем клану Літтл. 

### XIV століття
Алан Літтл орендував землі Кайрнтейбл, Кілмарок, Ейршир, Шропшир. Ці землі належали Річарду ле Воллесу - родичу сера Вільяма Воллеса - борця за незалежність Шотландії. Сестра сера Вільяма Воллеса була одружена з чоловіком на ім’я Евард. Сліпий Гаррі Менестрель згадує про цю людину у своїй поемі про Воллеса: «Едвард Літтл чоловік його сестри взяв до рук зброю звитяжно вдягнувшись в броню...»

### XV століття
Люди клану Літтл утвердилися в цей час в землях Васдейл, Ескдейл, Вавхопдейл. Після того, як були конфісковані землі клану Дуглас після битви під Аркінгольм у 1455 році, ці землі були передані клану Максвелл. Винятком стали землі клану Літтл в Мейкдейлі та клану Елліот в Аркелтоні, що лишилися у старих господарів. 

### XVI століття
У XVI столітті клан Армстронг став одним з наймогутніших кланів Шотландського Прикордоння. Клан Армстронг міг виставити 3000 озброєних вершників. Серед цих вершників були і люди клану Літтл. Лідером цієї військової конфедерації кланів був Джонні Армстронг Гілнокі. Король Шотландії Джеймс V бачив у ньому загрозу для своєї влади. Король запропонував зустрітися з вождем конфедерації кланів у 1530 році в замку Керланг. Вождь клану Армстронг - Джонні Армстронг прибув на зустріч разом з людьми з кланів Літтл, Елліот, Ірвін. Всього їх було 33 чоловіки. Всі вони були несподівано схоплені і тут же повішені без будь-яких розмов. У 1568 році більше 100 чоловіків з клану Літтл, Батісон, Армстронг, Глендіннінг, Томсон здійснили напад на землі Джона Максвелла - VIII лорда Максвелла Стерлінга. Згідно історичних переказів та легенд клану Літтл з цього рейду люди клану Літтл повернулись з багатою здобиччю в тому числі з прекрасними конями. Люди клану Літтл були помилувані за це у 1585 році, коли вождь клану Максвелл володів титулом графа Мортон. 

### XVII століття
У 1603 році відбувся так званий «Союз Корон» - король Шотландії Джемс VI став королем Англії та Шотландії. У нього вже не було потреби охороняти кордон з Англією, йому тепер тільки заважали сильні шотландські клани Прикордоння та сильних людей - так званих «Міддл Шайрс». Тим паче йому заважали рейдери - люди, що століттями жили нападами на Англію і війною. Король почав нещадно знищувати рейдерів вогнем, мечем і петлею шибениці. Багато «Сторожів Кордону» були переселені в Ірландію, де війни кланів тривали і рейдери могли вести звичний для них спосіб життя. Інших рейдерів примусили переселитися в Камберленд. У цей час Саймон Літтл Мейкдейл був вождем клану Літтл. Потім його син Томас Літтл та його онук Девід Літтл були вождями клану Літтл. У 1670 році вождем клану став Девілд Літтл.  

### XVIII століття
Девід Літтл був останнім вождем клану Літтл та останнім лердом Мейклдейл. Ці землі отримав Томас Бітті, Девід став джентльменом при дворі короля Англії. У нього були сини - Саймон Літтл Ніттігольм, що мав 7 дочок та Метью Літтл, що жив в Редінгу і «вийшов у море» у 1745 році (очевидно, став капітаном). Про нащадків цього капітана нічого не відомо, можливо, їх і не було. 
У XVIII - ХІХ столітті люди клану Літтл масово мігрували за океан - в Америку, Австралію, Нову Зеландію.  